# Список глав правительства Замбии
Премье́р-мини́стр За́мбии (англ. Prime Minister of Zambia) являлся главой правительства Замбии.

## Премьер-министрСеверной Родезии
Первоначально пост руководителя правительства в стране был введён 21 января 1964 года при получении протекторатом Великобритании Северная Родезия права самоуправления. Единственным премьер министром протектората (англ. Prime Minister of Northern Rhodesia) был Кеннет Каунда, лидер движения за национальную независимость.
|   | Портрет | Имя                                                                           | Начало полномочий | Окончание полномочий | Партия                                         | Выборы |
| - | ------- | ----------------------------------------------------------------------------- | ----------------- | -------------------- | ---------------------------------------------- | ------ |
| 1 |         | Кеннет Дейвид Бучайзья Каунда (1924—2021) англ. Kenneth David Buchizya Kaunda | 22 января 1964    | 24 октября 1964      | Объединённая партия национальной независимости | 1964   |

## Список премьер-министровЗамбии
24 октября 1964 года Северная Родезия стала независимой и получила современное название. Она была провозглашена президентской республикой, правительство которой подчинялось непосредственно её президенту.
В 1972 году в стране была введена, и до проведения первых многопартийных выборов 1991 года существовала однопартийная система с правящей Объединённой партией национальной независимости. В соответствии с Конституцией 1973 года пост премьер-министра как руководителя правительства был восстановлен, но после введения многопартийности в 1991 году вновь упразднён.
|        | Портрет | Имя                                                                                | Начало полномочий | Окончание полномочий | Партия                                         | Выборы |
| ------ | ------- | ---------------------------------------------------------------------------------- | ----------------- | -------------------- | ---------------------------------------------- | ------ |
| 2 (I)  |         | Менза Матиас Чона (1930—2001) англ. Mainza Mathias Chona                           | 25 августа 1973   | 27 мая 1975          | Объединённая партия национальной независимости | 1973   |
| 3      |         | Элайджа Хаатуакали Каиба Муденда (1927—2008) англ. Elijah Haatuakali Kaiba Mudenda | 27 мая 1975       | 20 июля 1977         | Объединённая партия национальной независимости | 1973   |
| 2 (II) |         | Менза Матиас Чона (1930—2001) англ. Mainza Mathias Chona                           | 20 июля 1977      | 15 июня 1978         | Объединённая партия национальной независимости | 1973   |
| 4      |         | Даниел Мучива Лизуло (1930—2000) англ. Daniel Muchiwa Lisulo                       | 15 июня 1978      | 18 февраля 1981      | Объединённая партия национальной независимости | 1978   |
| 5      |         | Налумайно Мундиа (1927—1988) англ. Nalumino Mundia                                 | 18 февраля 1981   | 24 апреля 1985       | Объединённая партия национальной независимости | 1978   |
| 5      | 1983    | Налумайно Мундиа (1927—1988) англ. Nalumino Mundia                                 | 18 февраля 1981   | 24 апреля 1985       | Объединённая партия национальной независимости |        |
| 6      |         | Кебби Силио Камбулу Мусокотване (1946—1996) англ. Kebby Silio Kambulu Musokotwane  | 24 апреля 1985    | 15 марта 1989        | Объединённая партия национальной независимости |        |
| 6      | 1988    | Кебби Силио Камбулу Мусокотване (1946—1996) англ. Kebby Silio Kambulu Musokotwane  | 24 апреля 1985    | 15 марта 1989        | Объединённая партия национальной независимости |        |
| 7      |         | Малимба Машеке (1941—) англ. Malimba Masheke                                       | 15 марта 1989     | 31 августа 1991      | Объединённая партия национальной независимости |        |